# Új Hang (folyóirat, 1938–1941)
Új Hang irodalmi és társadalmi folyóirat 1938. januártól 1941. júniusig. Megjelenés helye: Moszkva. Periodicitás: havonként.

## Kiadás, szerkesztés
Az Idegennyelvű Irodalmi Kiadó adta ki, az első szám felelős szerkesztője Barta Sándor, majd februártól követte őt Gábor Andor. A lapot nemcsak a szovjet emigráció tagjai írták, más országokból is bedolgoztak. A lap főmunkatársai közé tartozott  Balázs Béla, Bölöni György, Fábry Zoltán, Forbáth Imre, Gergely Sándor, Lukács Győrgy, Madzsar József, Vass László. Publikáltak a lapban: Andics Erzsébet, Bolgár Elek, Fogarasi Béla, Friss István, Háy Gyula, Lányi Sarolta, Révai József, Sík Endre, Tamás Aladár, Varga Jenő.